# Comtat Palatí de Cefalònia i Zacint
El Comtat Palatí de Cefalònia i Zacint fou un principat fundat el 1185 a les Illes Jòniques que va formar part del Regne de Sicília fins al 1479. Primer atribuït a Margaritone de Bríndisi per Guillem II de Sicília en agraïment pels seus serveis, va passar a la família dels Orsini fins al 1325 i després breument als angevins fins al 1357, abans de convertir-se en domini de la família Tocco, que la va utilitzar com a trampolí per a la seva conquesta del despotat de l'Epir, però, davant de l'avanç dels otomans, els Tocco van haver d'abandonar gradualment la seva conquestes continentals i retirar-se a les illes. El 1479 el comtat es va dividir: els venecians van prendre el control de l'illa de Zacint o Zakynthos, mentre que els otomans van ocupar Cefalònia fins al 1500.

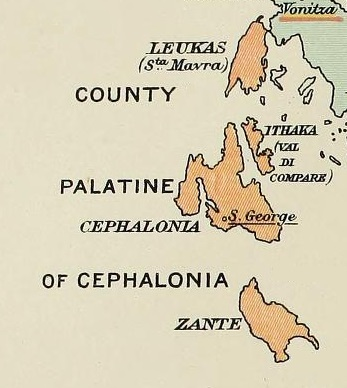
Comtat Palatí de Cefalònia i Zacint

## Creació del comtat

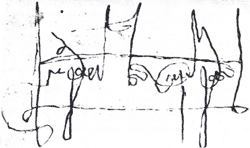
Signatura de Margaritone de Brindisi

Part de la província d'Acaia a l'antiguitat tardana, Cefalònia va guanyar protagonisme després que l'Imperi Romà d'Orient perdés el nord d'Itàlia, convertint-se en la principal base de comunicació amb Sicília i el sud d'Itàlia i un punt estratègic per evitar la conquesta per part dels àrabs de les illes Jòniques. L'illa va servir durant molt de temps com a lloc d'exili dels presos polítics fins que va perdre la seva importància amb la retirada gradual de l'Imperi Romà d'Orient. Assetjada pels normands el 1085, va ser saquejat pels venecians el 1126.
Uns seixanta anys després, els normands, sota la direcció del pirata i almirall de la flota siciliana, Margaritone de Brindisi, van emprendre la conquesta de les illes de Cefalònia, Zacint i Lèucada a la qual s'afegirà posteriorment l'illa d'Ítaca. En agraïment pels seus serveis, Guillem II de Sicília atribuirà a Margaritone les illes conquerides.

## Casa Orsini
Deu anys després, Maio o Mateu Orsini (? - 1238), nascut a Monopoli (Pulla), possible descendent de la branca siciliana dels comtes palatins de Roma, va succeir a Margaritone com a comte de les illes. Quan Constantinoble va caure en mans dels croats el 1204, Cefalònia va ser atribuïda als venecians en el repartiment, però no obstant això, l'illa va continuar governada per la família Orsini, però per assegurar les seves posicions, Mateu va considerar prudent convertir-se en ciutadà venecià el 1209 i es va haver de reconèixer vassall del Papa el 1216, així com del príncep d'Acaia el 1236. Durant aquest període, es va abolir el bisbat ortodox, es van nomenar bisbes llatins i es va introduir el sistema feudal a les illes. El successor de Mateu, Ricard Orsini, es va convertir en comte de Cefalònia el 1264. Guillem II de Villehardouin, príncep d'Acaia, havent esdevingut pel  tractat de Viterbo vassall de Carles I de Sicília, Ricard es va convertir en vassall indirecte del rei de Sicília, i després en vassall directe quan Guillem II va morir sense fills el 1278 i les seves possessions van tornar a Carles I de Sicília. Durant el seu regnat, Cefalònia es va convertir en un refugi per a pirates. Els Orsini es van relacionar amb l'Epir des del 1227 quan una filla (o neboda) de Miquel I, Anna Teodora Angelina, es va casar amb el comte Mateu II. A principis de la dècada de 1290 l'Imperi Romà d'Orient, fins aleshores un aliat de l'Epir, alarmat per les negociacions entre Epir i Carles II d'Anjou, va emprendre la conquesta del despotat. Carles d'Anjou, Felip de Tàrent i Ricard Orsini, comte de Cefalònia, van enviar ajuda a Nicèfor I d'Epir. A Ricard Orsini se li va agrair obtenint la mà de Maria, filla del dèspota. En impedir que els romans d'Orient entressin més a l'Epir, els Orsini es van involucrar en els assumptes del despotat.
El 1294, Maria, la germana de Tomàs, fill de Nicèfor I d'Epir, es va casar amb Joan I Orsini, comte de Cefalònia. A la mort d'aquest últim el 1317, Nicolau Orsini va succeir el seu pare. Però més interessat en l'Epir que en les seves possessions illenques, l'any següent va assassinar el seu oncle matern, Tomàs, dèspota d'Epir, es va casar amb la seva vídua i es va establir com a senyor de l'Epir amb capital a Arta. Es va convertir a la religió ortodoxa, va rebre el títol de dèspota de l'emperador de Constantinoble i va agafar el títol de «comte palatí de Romania». Tanmateix, desitjant alliberar-se de la tutela de l'Imperi Romà d'Orient, es va convertir en vassall de Venècia i va atacar la ciutat grega de Janina. Nicolau va ser assassinat pel seu germà, Joan el 1333. Aquest també es va convertir a l'ortodòxia i va prendre els noms d'Àngel Comnè Ducas.

## Període angeví

Armes de Joan d'Anjou, duc de Durazzo

No obstant això, va ser destituït dos anys més tard com a comte de Cefalònia per Joan de Durazzo, quant aquest es dirigia cap a Morea per ser reconegut com a príncep de Acaia, acabant així la dominació de la casa Orsini.
La dominació dels angevins continuarà fins al 1357, quan el territori fou cedit a la família Tocco, que hi romandria més d'un segle. Aquell any, Lleonard Tocco, aleshores governador de Corfú, va aconseguir alliberar Robert II de Tàrent, emperador titular de Constantinoble i príncep d'Acaia, presoner a Hongria. En reconeixement, Robert el va investir com a comte de Zacint el 1335 i de Cefalònia el 1358. Lleonard va conquerir l'illa de Lèucada i el fort de Vonitza el 1362. Més tard, va formar part de la delegació que va anar a Nàpols el 1374 per oferir el principat d'Acaia a Joan I de Nàpols després de la mort de Felip de Tàrent.

## Casa de Tocco

Armes de la casa de Tocco

La conquesta per l'Epir de Vonitza va donar lloc als Tocco a posar peu al continent. Lleonard va protegir la seva adquisició contra els albanesos d'Epir, mentre el seu fill Carles (1374 /1375-1429) va ampliar les possessions familiars al continent. A la mort del duc de Atenes, Neri I Acciaiuoli, va reclamar Corint en nom de la seva esposa Francesca. Després va entrar en conflicte amb Teodor I Paleòleg, dèspota de Morea, que va aconseguir mantenir la ciutat. Desitjós de conquerir una part del Peloponès sense enfrontar-se directament a Teodor, va tornar a la península poc després de 1402 i es va apoderar d'Elis, llavors sota el govern de Centurió II Zaccaria, príncep d'Acaia. El 1411 va heretar Arta del seu oncle, Esaú. Després va dirigir els seus esforços contra els albanesos que controlaven l'Epir; el 1416, amb l'ajut dels grecs, cansats de l'anarquia existent sota els albanesos, va aconseguir apropiar-se de gairebé tot l'Epir, inclòs Arta. Després d'aquestes conquestes, va rebre de l'emperador Manuel II Paleòleg el títol de dèspota i va començar a residir al continent, ja sigui a Jànina o a Arta. Aquesta conquesta, però, no havia de ser de llarga durada. Després de succeir a Manuel II, Joan VIII Paleòleg (1425-1448) va decidir dividir la Morea entre Teodor i el germà petit d'aquest, Constantí, que va rebre com a dot el nord-oest de la Morea, contigua així a les terres de Carles a l'Èlida. Els dos germans van decidir arrabassar l'Èlida a la casa Tocco. El 1427, les seves forces unides van aconseguir capturar el port de Clarentza, la ciutat principal. Sabent que seria derrotat, Carles va haver de decidir donar la seva neboda (Teodora Tocco) en matrimoni a Constantí i abandonar totes les fortaleses que havia conquerit a la Morea.
Carles I Tocco va morir a Jànina el 1429 sense deixar cap fill legítim; la seva herència va passar al seu nebot, Carles II (1429-1448), fill del seu germà Lleonard II Tocco que havia regnat sobre Zacint fins a la seva mort el 1418. No obstant això, els fills il·legítims de Carles I, que tenien possessions a Etòlia, van cridar els otomans, que van veure un excel·lent pretext per conquerir part de l'Epir. L'any següent van capturar Jànina ; van tornar el 1431, conquerint gairebé tot l'Epir i Etolia, deixant a Carles II només a Arta i el seu districte, que va continuar governant fins a la seva mort com a vassall dels otomans. Es va convertir en ciutadà de Venècia i el 1444 va intentar repudiar la sobirania otomana, però va fracassar i va haver de tornar a ser el seu vassall.
Quan va morir el 1448, els seus tres fills eren menors. La regència va ser assumida per quatre governadors en nom de Lleonard III, que es van afanyar a col·locar els territoris sota la sobirania de Venècia. Els otomans van capturar Arta finalment el 1449, annexionant tots els territoris de la família Tocco, excepte Vonitza, Varnaza i Angelokastron. Van capturar Angelokastron el 1460 i Vonitza el 1479. Lleonard continuà anomenant-se «Dèspota d'Arta» i es va refugiar a l'illa de Lèucada. No obstant això, va haver de renunciar a les seves darreres possessions davant l'avanç de Mehmet II el 1479 i va haver d'exiliar-se a Nàpols on va rebre territoris a Calàbria des dels quals esperava recuperar les seves terres. Això no va passar, i en canvi, pel tractat de 1484 amb els turcs, els venecians van recuperar Zacint i, el 1500, Cefalònia i Ítaca.

## Comtes palatins de Cefalònia i Zacint
- 1185-1194: Margaritone de Bríndisi (feu de Sicília)
- 1194-1238: Mateu I Orsini
- 1238-1304: Ricard I Orsini, el seu fill
- 1304-1317: Joan I Orsini, el seu fill
- 1317-1323: Nicolau I Orsini, dèspota de l'Epir, el seu fill
- 1323-1324: Joan II Orsini, dèspota de l'Epir, el seu germà

### Casa Capetiana d'Anjou-Sicília
- 1324-1336: Joan de Durazzo
- 1336-1358: Robert de Tàrent, nebot de l'anterior

### Dinastia Tocco
- 1358-1381: Lleonard I Tocco, comte de Zacint el 1335, de Cefalònia el 1358 i de Lèucada el 1362, net de Joan I Orsini, fill de Guillem Tocco i de Margarita Orsini, senyors de Zacint del 1328 al 1335
- 1381-1430: Carles I Tocco, dèspota d'Arta, el seu fill
  - 1399-1414: Lleonard II Tocco, comte de Zacint, germà de Carles I
- 1430-1448: Carles II Tocco, dèspota d'Artà, el seu fill (i fill adoptiu de Carles I)
- 1448-1479: Lleonard III Tocco, mort el 1499, dèspota d'Artà fins al 1449, el seu fill
- 1448-1479: Joan Tocco, mort el 1480, el seu germà
- 1481-1483: Antoni Tocco, mort el 1483, el seu germà

### Sobirans titulars
- 1500-1518: Carles III Tocco, fill de Lleonard III, titulat duc d'Arta i comte de Cefalònia;
- 1518-1564: Lleonard IV Tocco, el seu fill.